# سامح الشجيع
سامح الشجيع (1 أغسطس 1977 -) هو ممثل مصري.

## مسيرته
عرفه الجمهور من خلال مشاركته في المسلسل الشهير يوميات ونيس في دور «عز الدين» الابن الأكبر لونيس محمد صبحي

## أعماله
- مسلسل يوميات ونيس (1994، 1995، 1996، 1997، 1998، 2009، 2010، 2013) في الأجزاء الثمانية
- مسلسل احنا الطلبة: 2011 - (ايهاب)
- مسلسل المحطة اكشن نيوز: 2008
- مسلسل امرأة فوق العادة: 2007- (هاني)
- مسلسل مسائل عائلية جدا: 2005
- فيلم خلي الدماغ صاحي: 2002 - فيلم - (حسين)
- اوبريت القدس: 2000 - فيديو كليب
- مسلسل البصمة: 2000
- مسرحية ماما أمريكا: 1998 - مسرحية
- مسلسل الشارع الجديد: 1997
- مسرحية عائلة ونيس: 1997 - مسرحية - (عز الدين)
- مسلسل سر الأرض: 1994
- مسلسل معاش مبكر

## روابط خارجية
- سامح الشجيع على موقع الدهليز
- سامح الشجيع على موقع قاعدة بيانات الأفلام العربية